# Podčetrtek
Podčetrtek là một khu tự quản (tiếng Slovenia: občine, số ít – občina) trong vùng Savinjska của Slovenia. Podčetrtek có diện tích 60.6 km2, dân số là theo điều tra ngày 31 tháng 3 năm 2002 là 3224 người. Thủ phủ khu tự quản Podčetrtek đóng tại Podcetrtek.